# Präsidentschaftswahl in Senegal 1993
Die Präsidentschaftswahl in Senegal 1993 fand am 21. Februar statt.
Der Amtsinhaber Abdou Diouf hatte die absolute Mehrheit der abgegebenen gültigen Stimmen erzielt und war somit im ersten Wahlgang zum Präsidenten der Republik wiedergewählt worden.
Die Amtsperiode begann am 2. April 1993.

## Verfahren
Nach der Verfassung Senegals wird der Präsident der Republik in allgemeiner direkter Wahl und mit der absoluten Mehrheit der abgegebenen Stimmen gewählt. Die Amtszeit beträgt sieben Jahre. Ein Kandidat muss im Besitz aller bürgerlichen und politischen Rechte sein.

## Kandidaten
Als Kandidaten traten acht Bewerber an, neben dem Amtsinhaber Abdou Diouf namentlich der Oppositionsführer Abdoulaye Wade als Kandidat der Parti Démocratique Sénégalais (PDS).

## Ergebnis
| Kandidaten                      | Parteien                                              | Stimmen   | %    |
| ------------------------------- | ----------------------------------------------------- | --------- | ---- |
| Abdou Diouf                     | Parti Socialiste                                      | 757.311   | 58,4 |
| Abdoulaye Wade                  | Parti Démocratique Sénégalais                         | 415.295   | 32,0 |
| Landing Savané                  | And Jëf/PADS                                          | 37.787    | 2,9  |
| Abdoulaye Bathily               | Ligue Démocratique/Mouvement pour le Parti du Travail | 31.279    | 2,4  |
| Iba Der Thiam                   | Convention des Démocrates et des Patriotes/Garap-Gui  | 20.840    | 1,6  |
| Madior Diouf                    | Rassemblement national démocratique                   | 12.635    | 1,0  |
| Mamadou Lô                      | Unabhängig                                            | 11.058    | 0,9  |
| Babacar Niang                   | Parti pour la libération du peuple                    | 10.450    | 0,8  |
| Gesamt                          | Gesamt                                                | 1.296.655 | 100  |
|                                 |                                                       |           |      |
| Ungültige Stimmen               | Ungültige Stimmen                                     | 15.499    | 1,2  |
| Wähler                          | Wähler                                                | 1.312.154 | 51,5 |
| Wahlberechtigte                 | Wahlberechtigte                                       | 2.549.699 |      |
|                                 |                                                       |           |      |
| Quelle: Conseil constitutionnel |                                                       |           |      |